# Спас-Лом
Спас-Лом — деревня в Череповецком районе Вологодской области.
Входит в состав Югского сельского поселения (с 1 января 2006 года по 8 апреля 2009 года входила в Шалимовское сельское поселение), с точки зрения административно-территориального деления — в Мусорский сельсовет.
Расстояние до районного центра Череповца по автодороге — 83 км, до центра муниципального образования Нового Домозерова по прямой — 40 км. Ближайшие населённые пункты — Новая, Новинка, Токовые.
По переписи 2002 года население — 49 человек (23 мужчины, 26 женщин). Преобладающая национальность — русские (96 %).